# Vincenzo Giustiniani (1537-1582)
Vincenzo Giustiniani (né à Chios, en Grèce, alors possession de la république de Gênes, en janvier 1537 et mort à Rome le 28 octobre 1582), est un cardinal greco-italien du XVIe siècle. Giustiniani est membre de l'ordre des dominicains. Il est l'oncle du cardinal Benedetto Giustiniani (1586).

## Repères biographiques
Vincenzo Giustiniani est élu maître de son ordre en 1558. Il exerce plusieurs missions délicates pour le pape Pie V, notamment la restauration du cardinal Charles Borromée comme archevêque.
Le pape Pie V le fait cardinal lors du consistoire du 17 mai 1570. Giustiniani est abbé de S. Siro à Gênes. Il participe au conclave de 1572, lors duquel Grégoire XIII est élu.